# Tristan Nitot
Tristan Nitot (* 19. říjen 1966) je francouzský informatik a bloger, zakladatel a jediný prezident (2004–2011) dnes již zaniklé společnosti Mozilla Europe. Od roku 2015 je CPO společnosti Cozy Cloud. Je ženatý a má dvě děti.